# Remycampa
Remycampa és un gènere de diplurs de la família Campodeidae.